# Schlacht von Othée
Die Schlacht von Othée fand am 23. September 1408 auf der Ebene von Othée südlich von Tongern statt. Es standen sich 30.000 aufständische Einwohner von Lüttich und ein Adelsheer von 35.000 Mann unter dem Befehl von Johann Ohnefurcht, Herzog von Burgund, Wilhelm IV. von Hennegau und Wilhelm II. von Namur gegenüber (wobei die Angaben über die Stärken der beiden Seiten je nach Quelle divergieren). Die Schlacht endete mit einem entscheidenden Sieg des Fürstenheeres.

## Hintergrund
Johann von Bayern, jüngerer Sohn von Albrecht I. von Bayern, Graf von Hennegau, Holland und Zeeland, zudem Enkel des Kaisers Ludwig IV. und Bruder von Wilhelm IV. von Hennegau, wurde als 17-Jähriger zum Nachfolger von Arnold von Horn als Bischof von Lüttich gewählt und im Juli 1390 inthronisiert.
Sein hochmütiger und autoritärer Charakter führte dazu, dass er sich mit den Einwohnern Lüttichs nicht verstand, die darauf achteten, dass ihre über lange Zeit erworbenen Rechte und Freiheiten nicht angetastet wurden. Ein geringfügiges Ereignis – Einwohner von Seraing hatten nach alter Gewohnheit in einem Wald des Bischofs Holz geschlagen und waren dafür verurteilt worden – provozierte eine Erhebung der Bevölkerung unter Führung einer radikalen Gruppe, den Hait-droits. Nach einigen Anzeichen einer Beruhigung der Situation trieb die Herrschaft Johanns die Stadt schließlich in den Aufstand: Johann wurde abgesetzt und floh nach Maastricht, Heinrich von Horn, Herr von Perwez, ein Vetter des verstorbenen Bischofs, wurde zum Mambour (Verwalter) des Bistums eingesetzt, sein Sohn Dietrich zum Bischof ernannt. Johann von Bayern rief seine Familie zu Hilfe und erhielt sie umso bereitwilliger, weil der Herzog von Burgund schon seit langem danach trachtete, die Herrschaft über die Region zu erlangen.

## Vor der Schlacht
Die burgundische Armee marschierte auf Lüttich. Heinrich von Horn war sich über die Unterlegenheit seiner Streitkräfte gegenüber den Berufssoldaten des Herzogs im Klaren und schlug daher vor, die Lütticher Truppen auf die umliegenden Dörfer zu verteilen, um Burgund in einen Abnutzungskrieg zu zwingen. Die Hait-droits widersetzten sich dem Plan und zwangen Horn, sich den Angreifern entgegenzustellen. Heinrich von Horn plante nun, die gegnerische Vorhut sofort anzugreifen, von der er wusste, dass sie sich weit vom burgundischen Hauptheer entfernt hatte. Johann Ohnefurcht erfuhr durch Spione von der Absicht und führte seine Truppen wieder zusammen.

## Die Schlacht
Die Lütticher nahmen auf einem kleinen Hügel Aufstellung, den sie rasch mit Verteidigungsanlagen bestückt hatten. Ihre Armee bestand vor allem aus Fußtruppen, einigen (englischen) Bogenschützen sowie Reitern, die zu beiden Seiten der Fußtruppen aufgestellt wurden. In der Mitte befand sich der Gonfanon des Heiligen Lambertus, der den Truppen Mut machen sollte. Gegenüber reihten sich Reiter aus Flandern, Hennegau, Brabant und Burgund auf. Johann Ohnefurcht behielt tausende von Fußsoldaten und 400 Reiter als Reserve zurück, mit denen er die Flanken des Gegners angreifen wollte, sobald die Schlacht begonnen hatte.
Der Ausgang der Schlacht blieb offen, bis die burgundische Reserve eingriff. Die Bürgerarmee wurde nun von allen Seiten eingeschnürt, so dass viele niedergetrampelt wurden und erstickten. Die übrigen wurden auf dem Schlachtfeld niedergemetzelt, da der Herzog verboten hatte, Gefangene zu machen. Heinrich von Horn, sein Sohn und weitere wichtige Anführer der Lütticher fielen in den Kämpfen.

## Auswirkungen
Dem Sieg der burgundischen Armee folgte eine völlige Unterdrückung des Gegners. Außer den Toten auf dem Schlachtfeld ließ Johann Ohnefurcht die Hait-droits und die Familien der Rebellen hinrichten, darunter auch die Witwe Heinrich von Horns. Alle Rechte und Privilegien der Bürgerschaft wurden aufgehoben. Die Führung der Stadt wurde seitdem vom Bischof ernannt, die Bürger mussten eine Strafe von 220.000 Écus aufbringen. Erst der römisch-deutsche König Sigismund erreichte 1417 einen Ausgleich zwischen Bischof und Stadt, in dem Johann von Bayern Lüttichs alte Rechte wieder anerkannte.